# Jan Machoń
Jan Machoń (ur. 30 lipca 1950 w Łodzi, zm. 20 sierpnia 2020 w Saint-Joseph-de-Rivière) – polski koszykarz, występujący na pozycji skrzydłowego, medalista mistrzostw Polski.

## Osiągnięcia
Drużynowe
- Brązowy medalista mistrzostw Polski (1978)